# Comuna Petrovca, Codâma
Petrovca (în ucraineană Петрівка, transliterat: Petrivka) este o comună în raionul Codâma, regiunea Odesa, Ucraina, formată din satele Oleksandrivka, Petrovca (reședința) și Strâmba.

## Demografie
Componența lingvistică a comunei Petrovca
     Ucraineană (94,71%)
     Română (2,36%)
     Rusă (2,27%)
     Alte limbi (0,37%)
Conform recensământului din 2001, majoritatea populației comunei Petrovca era vorbitoare de ucraineană (94,71%), existând în minoritate și vorbitori de română (2,36%) și rusă (2,27%).